# Liste der Baudenkmale in Stolpe auf Usedom
In der Liste der Baudenkmale in Stolpe auf Usedom sind alle denkmalgeschützten Bauten der Gemeinde Stolpe auf Usedom (Mecklenburg-Vorpommern) und ihrer Ortsteile aufgelistet. Grundlage ist die Veröffentlichung der Denkmalliste des Landkreises Ostvorpommern mit dem Stand vom 30. Dezember 1996. 

## Baudenkmale nach Ortsteilen

### Stolpe
| ID | Lage                  | Bezeichnung                                         | Beschreibung                                                                                                | Bild                                 |
| -- | --------------------- | --------------------------------------------------- | --- | ------------------------------------ |
|    | Dorfstraße 25 (Karte) | Gutshaus und Nebengebäude                           | Historisierender, sanierter, 2-gesch. Putz-Backsteinbau von um 1892 (Umbau) mit 3-, 4- bzw. 5-gesch. Turme. | Weitere Bilder                       |
|    | (Karte)               | Kirche                                              | | Weitere Bilder                       |
|    |                       | Kriegerdenkmal (westlich der Kirche)                | | Kriegerdenkmal (westlich der Kirche) |
|    | Dorfstraße            | Bauernhof mit Wohnhaus, Scheune und Stall           | |                                      |
|    | Dorfstraße            | Wohnhaus                                            | |                                      |
|    | Dorfstraße            | Pfarrhaus und Grundstücksmauer (südlich der Kirche) | |                                      |
|    | Dorfstraße            | Straßenpflaster                                     | |                                      |
|    |                       | Scheune (am Feldweg nach Mellenthin)                | |                                      |

### Gummlin
| ID | Lage         | Bezeichnung                               | Beschreibung | Bild |
| -- | ------------ | ----------------------------------------- | ------------ | ---- |
|    | Dorfstraße 1 | Bauernhof mit Wohnhaus, Stall und Scheune |              |      |
|    | Dorfstraße 2 | Haustür                                   |              |      |
|    | Dorfstraße 4 | Fischerhaus                               |              |      |
|    |              | Transformatorenhaus                       |              |      |

## Quelle
- Bericht über die Erstellung der Denkmallisten sowie über die Verwaltungspraxis bei der Benachrichtigung der Eigentümer und Gemeinden sowie über die Handhabung von Änderungswünschen (Stand: Juni 1997; PDF, 934 kB)